# Gălbinași, Buzău
Gălbinași là một xã thuộc hạt Buzău, România. Dân số thời điểm năm 2002 là 4068 người.